# Энгин Акюрек
Энгин Акюрек (тур.  Engin Akyürek, род. 12 октября 1981, Анкара) — турецкий актёр.  Он окончил Университет Анкары, факультет языка, истории и географии, исторический факультет. Турецкий актер наиболее известен своими ролями Мустафы Булута в турецком сериале «Если бы я стал облаком», Керима Ильгаза в турецком сериале «В чем вина Фатмагюль?»  и Омер Демир в «Грязные деньги и любовь». В 2023 году снимался в главной роли в Adım Farah.